# Honoria Conway
Honoria Conway (Dover, 18 de junio de 1815 - Saint John, 27 de mayo de 1892), también conocida por su nombre religioso Mary Vicent, fue una religiosa católica inglesa, misionera en Nueva Escocia y fundadora de las Hermanas de la Caridad de la Inmaculada Concepción de Saint John.

## Biografía
Honoria Conway nació el 18 de junio de 1815, en la localidad de Dover, condado de Kent (Inglaterra), en el seno de una familia católica irlandesa, de medios modestos. Sus padres fueron Michael Conway y Eleanor McCarthy. La familia migró a Nueva Escocia, luego del fallecimiento de su padre y del matrimonio de su hermana mayor con un rico empresario que tenía la ciudad de Saint John por residencia. Allí Honoria conoció al obispo Thomas-Louis Connolly y se vinculó a las obras de caridad que este había iniciado en favor de los inmigrantes irlandeses.
En 1854 se desató en la ciudad una peste de cólera, dejando a muchos niños huérfanos. Gracias a ello, Connelly y Conway decidieron dar inicio a una nueva congregación religiosa, con el objetivo de atender y dar educación a estos niños. El 21 de octubre de 1854 nace la Congregación de Hermanas de la Caridad de la Inmaculada Concepción de Saint John, siendo la primera congregación religiosa de habla inglesa en lo que hoy es Canadá. Ese día profesaron las primeras cuatro religiosas, entre ellas Honoria, quien cambió su nombre por el de madre Mary Vicent. A partir de entonces fue nombrada madre general del nuevo instituto, cargo que desempeñó hasta 1862. De 1862 a 1882 fue superiora del convento de San Dunstan. En este tiempo destacó como defensora de la educación católica en Canadá. En 1882 fue trasladada a la casa madre en Saint John, donde colaboró con la fundación del primer asilo de ancianos de la congregación en 1888. Murió el 27 de mayo de 1892.